# Wankeliella pongei
Wankeliella pongei is een springstaartensoort uit de familie van de Tullbergiidae. De wetenschappelijke naam van de soort is voor het eerst geldig gepubliceerd in 1978 door Rusek.